# CSMA/CA
CSMA/CA (ang. Carrier Sense Multiple Access with Collision Avoidance) – protokół wielodostępu do łącza ze śledzeniem stanu nośnika i unikaniem kolizji. Jest to rozszerzona wersja CSMA.
Sposób arbitrażu w przypadku, gdy kilka urządzeń próbuje wysyłać informacje na tym samym łączu w tym samym czasie, jest następujący: każde urządzenie przed próbą wejścia na linię wysyła sygnał próbny (pilot) i jeżeli nie zaszła kolizja z sygnałem innego urządzenia – uzyskuje zgodę na nadawanie. Znaczącą wadą tego rozwiązania jest fakt, że w przypadku zapełnienia łącza protokół ten generuje duże straty czasowe. Dlatego powstały mechanizmy CSMA/AMP i CSMA/CA+AMP (ang. AMP – Arbitration on Message Priority, czyli arbitraż w oparciu o priorytet wiadomości).
Nadawca testując połączenie wysyła RTS (ang.  Request to Send), odbiorca w przypadku możliwości transmisji odsyła CTS (ang. Clear to Send). Nadawca po otrzymaniu CTS zaczyna wysyłać dane, odbiorca danych wysyła ACK (ang. positive acknowledgement). W przypadku gdy nadawca nie otrzyma ACK urządzenie podwaja losowe opóźnienie i powtarza procedurę.
Protokół CSMA/CA ma zastosowanie w bezprzewodowych sieciach lokalnych. Stacja odbierająca dane od terminali i zarządzająca ruchem to punkt dostępowy.